# Лудијана
Лудијана (пун. ਲੁਧਿਆਣਾ, хин. लुधियाना) је значајан град у северозападној Индији. Налази се на обали реке Сатлеџ у држави Пенџаб и њен је највећи град. Године 2004. имао је 1.478.000 становника. 
У Лудијани је развијена текстилна индустрија и индустрија бицикала. 

## Географија
Лудијана се налази на надморској висини од 262 m.

## Становништво
Према незваничним резултатима пописа, у граду је 2011. живело 1.613.878 становника.
| 1991.     | 2001.     | 2011.     |
| --------- | --------- | --------- |
| 1.042.740 | 1.398.467 | 1.613.878 |